# سكتة دماغية صامتة
السكتة الدماغية الصامتة هي سكتة دماغية ليس لها اية اعراض خارجية مرتبطة بالسكتة الدماغية، وعادةً لا يكون لدى المريض دراية بأنه يعاني منها. وبالرغم من ان السكتة الدماغية لا تسبب أعراض معروفة إلا أنها تسبب تلف في خلايا الدماغ، كما تضع المريض في خطر متزايد مستقبلاً للإصابة بكلا من النوبة الإقفارية العابرة والسكتة الدماغية الكبرى. حيث قدرت دراسه واسعه في عام 1998 ان أكثر من 11 مليون شخصاً اصيبوا ابالسكتة الدماغية في الولايات المتحدة هناك ما يقارب 770,000 من السكتة الدماغية تكون عرضية، و 11 مليون على الإطلاق اما تكون احتشاء في عضلة القلب أو سكتة دماغية نزيفيه، وعادة ما تسبب السكتات الدماغية الصامتة أضرار تكتشف بواسطة استخدام تصوير الاعصاب كجهاز الرنين المغناطيسي. ويزداد خطر الإصابة بالسكتة الدماغية الصامتة مع تقدم العمر كما يمكن أيضا أن يصيب البالغين الأصغر سنا. وتعتبر النساء في خطر متزايد للإصابة بالسكتة الدماغية الصامتة، كما أصبح ارتفاع ضغط الدم وانتشار تدخين السجائر من بين العوامل المعرضة للإصابة بها.
و تشمل هذه الانواع من السكتات الجوبي وسكتات اقفاريه أخرى ونزيف طفيف. ويمكن أيضا أن تشتمل على تغيرات في المادة البيضاء في الدماغ وتكون هذا المادة البيضاء أكثر عرضة لأنسداد الاوعية الدموية بسبب انخفاض كمية الاوعية الدموية مقارنة بقشرة الدماغ سميت هذة السكتات الدماغية بالصامتة لأنها عادة تصيب المناطق الموجودة في الدماغ بصمت ولا تترك أي تغير ملحوظ في الوظائف الحركية للشخص المصاب كشلل الجانب المقابل أو ثقل اللسان أو الألم أو تغير حاسة اللمس. وعادة ما تصيب السكتة الدماغية الصامتة مناطق موجودة في الدماغ المرتبطة بعمليات التفكير المختلفه وتنظيم المزاج والوظائف الادراكية وقد تؤدي إلى تسبب الخرف الوعائي وفقدان السيطرة على المثانة البولية.
أجريت دراستان لصحة القلب والأوعية الدموية والسكان، بين 3,660 من البالغين الذين تزيد أعمارهم عن 65 عام حيث أظهرت 31% كدليل للسكتة الدماغية الصامتة باستخدام التصوير بالرنين المغناطيسي كما أن هؤلاء الأشخاص غير مدركين أنهم مصابين بالسكتة الدماغية وتشير التقديرات إلى أن السكتات الدماغية أكثر شيوعا بخمس مرات من السكتة الدماغية العرضية.
تختلف السكتة الدماغية الصامتة عن النوبة الإقفارية العابرة ; ففي النوبة الإقفارية العابره تظهر أعراض السكتة الدماغية والتي تستمر من بضعة دقائق إلى 24 ساعة قبل إيجاد حل لها النوبة الإقفارية العابره عامل خطر للإصابة بالسكتة الدماغية الكبرى وسكتات دماغية صامتة لاحقه في المستقبل.
أنواع السكتة الدماغية الصامتة:
1/السكتة الدماغية الإقفاريه : تحدث عندما يصبح تزويد الدماغ بالدم من الأوعية الدموية مغلقاويمثل هذا النوع من السكتة الدماغية ما يقارب 87 بالمئة من جميع حالات السكتة الدماغية.
2/السكتة الدماغية النزيفية : ويحدث عندما يصبح تزويد الدماغ بالدم من الأوعية الدموية ضعيف وله تمزقات وعادة ما تحدث السكتة الدماغية النزيفيه نتيجة لنوعين من الأوعية الدموية الضعيفة وهي: تمدد الأوعية الدموية وتشوهات الشرايين والأوردة (الألغام المضادة للمركبات).
و تعبتر عوائق الجوبي صغيرة جدا (0.2 إلى 15 مم في القطر) غير القشرية (لا تؤثر على قشرة الدماغ) وهي عوائق ناجمة عن انسداد لأحد الفروع النافذة الكبيره للأوعية الدموية والتي تزود المناطق العميقة للدماغ، بما في ذلك المادة البيضاء بالدم كما يرتبط الأحشاء الجوبي بقوة مع تقدم الأضرار للمادة البيضاء والتي يمكن ان تكتشف بواسطة استتخدام التصوير المقطعي المحوسب (الأشعة المقطعية).
عوامل الخطر :
هناك العديد من عوامل الخطر المرتبطة بالإصابة بالسكتة الدماغية الصامتة العديد من عوامل الخطر هذه هي نفسها تلك التي ترتبط بالإصابة بالسكتة الدماغية العرضية الرئيسية.
1/الأكرولين : مستويات مرتفعة من الأكرولين والمستقلب السام الذي ينتج من السبيرمن متعدد الأمينات والأسبيرميدين وأمين الأوكسيد الذي يعمل بمثابة علامة للسكتة الدماغية الصامتة، عندما يرتقي بالتزامن مع بروتين سي التفاعلي يودع ستة مستويات من الانترلوكين وتكون توقعا بزيادة خطر السكتة الدماغية الصامتة.
2/اديبونيكتين: وهو نوع من البروتين الذي يفرز عن طريق الخلايا الدهنية التي تعمل تحسين حساسية الأنسولين وتمتلك خصائص مضاد التعصد وترتبط المستويات الأقل من اديبونيكتين -اس بالسكتة الدماغية الإقفارية.
3/الشيخوخة (تقدم العمر) : يرتفع انتشار السكتة الدماغية الصامتة مع زيادة العمر ويزداد معدل انتشارة للمسنين منهم فوق 70 من العمر أكثر من عشرين بالمئة إلى 30-40 % .
4/فقر الدم : وفقا لدراسة أصدرت في مؤتمر السكتة الدماغية للجمعية الأمريكية العالمية للسكتة الدماغية عام 2011 أنه يرتفع خطر الإصابة بالسكتة الدماغية الصامتة لدى الأطفال المصابين بفقر الدم الحاد الناجم عن حالات طبية أخرى من فقر الدم المنجلي مع الهيموجلوبين الأقل من 5.5 غرام لكل ديسيلتر كما أقترح الباحثون إجراء فحص شامل لظهور أدلة على السكتة الدماغية الصامتة لجميع الأطفال المصابين بفقر الدم الحاد من أجل تسهيل التدخل المناسب للتحسين من تلف الدماغ المحتمل.
5/فقر الدم المنجلي : وهو إظطراب صبغي جيني متنحي يتسبب في جين الهيموجلوبين بيتا (HBB) والذي يرمز للهيموجلوبين بالرمز (الزئبق) وتكون نتائجة منخفضه وتكون خلايا الدم في مرض فقر الدم المنجلي شاذة الشكل (منجلية الشكل), كما يمكن أن تسبب جلطات أو انسداد في الأوعية الدموية وتتراوح التقديرات ما بين 15- إلى 30 بالمئة من الأطفال المصابين بفقر الدم المنجلي الذين يعانون من السكتة الدماغية (تكون السكتات الدماغية الصامتة أكثر غلبه على المرضى الأصغر) ويعتبر هؤلاء الأطفال أكثر عرضة للإصابة بضعف الإدراك وتكون النتائج التعليمية ضعيفة.
6/الثلاسيميا الكبرى : وهو مرض صبغي وراثي متنحي والتي ورثت من فقر الدم الانحلالي، وتتميز الثلاسيميا بانتاجها لخلايا الدم الحمراء (الهيموجلوبين) الشاذه ولهذا فان الأطفال المصابين بهذا الإظطراب أكثر عرضه للإصابة بالسكتة الدماغية الصامتة.
7/الرجفان الأذيني (AF) : يرتبط الرجفان الأذيني (عدم انتظام ضربات القلب), مع مضاعفات خطر الإصابة بالسكتة الدماغية الصامتة.
8/تدخين السجائر: ويعتبر محفز التخثر وتصلب الشرايين من اثار التدخين التي تزيد من خطر الإصابة بالسكتة الدماغية الصامتة وكما أن للتدخين اثار ضارة بالصحة أيضا على مناطق تدفق الدم إلى المخ تزيد احتمالية الإصابة بالسكتة الدماغية مع كمية السجائر المدخنة وطول الفترة للفرد المدخن (مجموعة سنوات).
9/بروتين سي التفاعلي (CRP) والانترلوكين 6 (IL6) : بروتين سي التفاعلي هو أحد بروتينات البلازما المعروفه ببروتين المرحلة الحاد (البروتينات التي تزداد فيها تركيزات البلازما أو تتناقص بنسبة 25 % خلال الإظطرابات الالتهابية) والتي تنتج بواسطة الكبد، ويرتفع مستوى بروتين سي التفاعلي (CRP) استجابة لالتهابات اجزاء الجسم المختلفة بما في ذلك التهاب الأوعية الدموية ويمكن أن يرتفع مستوى بروتين سي التفاعلي إلى 1000 طية للاستجابة للالتهاب وهناك حالات أخرى ممكن أن تسبب تغيرات ملحوظة في مستويات بروتين سي التفاعلي تتضمن، العدوى والصدمات والجراحة والحروق والحالات الالتهابية والمراحل المتقدمة من السرطان ومن الممكن أيضا حدوث تغيرات معتدلة بعد ممارسة التمارين الشاقة والتعرض لضربة الشمس وبعد الولادة، وتقاس المستويات المرتفعة من بروتين سي التفاعلي بأختبار بروتين سي التفاعلي أو المصل الأكثر تأثراً لبروتين سي التفاعلي، كما أن هذا الأختبار لديه إربتاط مغلق للحد من زيادة الإصابة بالسكتة الدماغية الصامتة.
الانترلوكين 6 (أحد أنواع البروتين), والذي ينتج بواسطة الخلايا التائية (خلايا الدم البيضاء المتتخصصة) والخلايا الأكولة وخلايا البطانية كما يصنف الانترلوكين 6 على أنه عديد الببيتيد (سيتوكين),(وهو يعمل على نقل المعلومات بين الخلايا) يتضمن الانترلوكين على ضبط المرحلة الحاده للاستجابة للاصابه والعدوى التي تعمل ع حد سواء كعامل مضاد ومنشط للالتهابات، كما تعتبر زيادة المستويات من بروتين سي التفاعلي والذي يقاس باختبار بروتين سي التفاعلي أو اختبار المصل الأكثر حساسية، وارتفاع مستويات الانترلوكين 6 والذي يقاس بإيزا الإنترلوكين 6 هي علامات لخطر الإصابة بالسكتة الدماغية الصامتة.
10/داء السكري : يرتبط داء السكري غير المعالج أو المدار بطريقة غير صحيحة بزيادة خطر الإصابة بالسكتة الدماغية الصامتة.
11/أرتفاع ضغط الدم : والذي يؤثر على ما فوق 50 مليون شخصا في الولايات المتحدة وحدها، كما تعتبر عامل الخطر الرئيسي المرتبط بالسكتة
الدماغية الصامتة والقابل للعلاج.
12/الحمض الأميني : تعتبر المستويات المرتفعة من الحمض الأميني الكلي (tHcy), عامل خطر مستقل بذاته للسكتة الدماغية الصامتة، حتى لدى الأشخاص منهم في منتصف العمر وبصحة جيدة.
13/متلازمة الأيض (MetS) : وتعتبر متلازمة الأيض أسم لمجموعة من عوامل الخطر التي تحدث مع بعضها البعض، وتزيد من خطر الإصابة بمرض الشريان التاجي والسكتة الدماغية والنوع الثاني من مرض السكري وكلما كان هناك عدد أكبر من عوامل الخطر لمتلازمة الأيض كلما زادت الفرصة في الإصابة بالسكتة الدماغية الصامتة.
14/متلازمة المبيض المتعدد الكيسات (PCOS) : وهو يرتبط مع مضاعفات خطر الاصابه بأمراض الشرايين بما في ذلك، السكتة الدماغية الصامتة المستقلة الخاضعة لمياس مؤشر كتلة الجسم (BMI).
15/توقف التنفس أثناء النوم : وهو مصطلح يضم مجموعة غير متجانسة من الاضطرابات المرتبطة بالنوم والتي تكرر على شكل حلقات متقطعة من توقف التنفس أو ضعفة عندما يتنفس الشخص بنسبة ضئيلة أو أبطئ من المعتاد، كما يعتبر توقف التنفس أثناء النوم الأكثر شيوعاً عند مرضى السكتة الدماغية ولكن تشير الأبحاث الحديثة أنه أكثر انتشار لدى مرضى السكتة الدماغية الصامتة والتغيرات للأوعية الدموية الدقيقة المزمنة في الدماغ وفي دراسة اجريت للمؤتمر الدولي في الجمعية الأميريكية للسكتة الدماغية في عام 2011 تنص على أنه كلما أرتفعت نسبة توقف التنفس أثناء النوم كلما كان المرضى أكثر عرضة للإصابة بالسكتة الدماغية الصامتة.
العجز العصبي :
غالباً مايكون لدى الأشخاص المصابين بالسكتة الدماغية الصامتة اختلاف في العجز العصبي وضعف خطير في الأداء الإدراكي كما أظهرت إحدى الدراسات أن هناك ارتباط بين السكتة الدماغية الصامتة وفقدان الذاكرة والدرجات المنخفضة في اختبارات الوظائف المعرفيه وفي دراسة أخرى تنص على أن الأشخاص المصابين بالسكتة الدماغية الصامتة ايكون لديهم درجات أقل في اختبار الحالة العقلية المصغر (MMSE) ومصفوفات ريفن المتتابعة وهو اختبار صمم للأطفال الذين تتراوح أعمارهم ما بين 5 إلى 11 سنه والأطفال الضعاف عقلياً وجسدياً وكبار السن.
عند الأطفال :
غالباً مايكون لدى الأطفال الذين يعانون من السكتات الدماغية الصامتة مجموعة متنوعة من العجز العصبي وقد يتضمن هذا العجز انخفاض في مستوى نسبة الذكاء وصعوبات التعلم وعدم القدرة على التركيز.
و تعتبر السكتة الدماغية الصامتة الشكل الأكثر شيوعا من الاصابات العصبية لدى الأطفال المصابين بفقر الدم المنجلي، ومن الممكن أن يتطور العجز العصبي خفية في مناطق التركيز والاهتمام والوظيفة الإجرائية والسرعة البصرية والحركية والتنسيق بسبب السكتة الدماغية الصامتة والتي قد لا تكتشف من خلال الفحص الجسدي.
مرتبطة بالأكتئاب :
يعتبر الاكتئاب الشديد أحد عوامل الخطر، كما أنه نتيجة لاحتشاء الدماغ الصامت (SBI) وقد ظهر أن الأشخاص من لديهم أعراض الشيخوخة والكهل للاكتئاب الشديد توجد لديهم نسبة عالية بشكل ملحوظ (65.9%و93.7%) كما أن الأشخاص المصابين بالاكتئاب الشديد والذين لديهم "SBI" تظهر عليهم علامات العجز العصبي وتكون لديهم أعراض اكتئاب حاد أكثر من الذين لايعانون من " SBI".
التشخيص :
و عادة ما يتم تشخيص السكتة الدماغية الصامتة كمرض عارضي (يأتي بالصدفة), من تقنيات التصوير العصبي المختلفة ومن الممكن اكتشاف السكتة الدماغية الصامتة عن طريق:
1/ التصوير بالرنين المغناطيسي (MRI).
2/ التصوير الطبقي المحوري المحوسب (CAT scan).
3/ أشعة دوبلر الفوق صوتيه عبر الدماغ (TCD), والتي تقيس سرعة تدفق الدم الدماغي (CBFV) في الشرايين داخل الجمجمة الكبيرة في الدماغ، وقد ظهرت دراسات مختلفة تقول أنها أداة فعاله لتشخيص الأطفال المصابين بفقر الدم المنجلي على نهم أكثر عرضة للإصابة بالسكتة الدماغية الصامتة الأولية أو المتكررة كما يعتبر تضييق الشرايين أحد عوامل الخطر لأحتشاءالدماغ والذي يتميز بزيادة سرعة تدفق الدم.
الوقاية :
التدابير الوقائية التي يمكن اتخاذها لتجنب استمرار السكتة الدماغية الصامتة هي ذاتها التي يتم اتخاذها للسكتة الدماغية الإقلاع عن التدخين، وهي الخطوة العاجلة التي يمكن اتخاذها مع الإدارة الفعالة لارتفاع ضغط الدم وهو العامل الرئيسي المعالج طبياً.
لدى الأطفال المصابين بفقر الدم المنجلي :
العلاج بنقل الدم يقلل من من خطر الإصابة بسكتة دماغية صامتة جديدة لدى الأطفال الذين يعانون كلا من، سرعة تدفق الدم غير الطبيعي للشريان المخي، والذي يتم الكشف عنه بواسطة أشعة دوبلر عبر الجمجمة، والاحتشاء الصامت السابق حتى وإن أظهر تصوير الرنين المغناطيسي الأولي خللاً وفي حين إيجاد نسب مرتفعة من أشعة دوبلر لسرعة الموجات فوق الصوتية لتصوير الرنين المغناطيسي للدماغ للأشخاص المصابين بحالات شاذة لا يتم فيها العلاج بنقل الدم هم أكثر عرضة للإصابة بالاحتشاء الصامت الجديد أو السكتة الدماغية أكثر من الأشخاص الذين لم تظهر عليهم حالات شاذة عند القيام بتصوير الرنين المغناطيسي الأولي.

## أنظر أيضا
- سكتة النخاع الشوكي

## روابط خارجية
- Stanford Stroke Risk Assessment Test
- مدسكيب:Functional and Cognitive Consequences of Silent Stroke: Discussion  نسخة محفوظة 31 يوليو 2021 على موقع واي باك مشين.